# Ochradenus
Ochradenus (Ochradenus Delile) – rodzaj rośliny z rodziny rezedowatych (Resedaceae DC. ex Gray). Według The Plant List obejmuje co najmniej 3 gatunki.

## Systematyka
Pozycja systematyczna według APweb (aktualizowany system APG III z 2009)
Należy do rodziny rezedowatych (Resedaceae), która wraz z  siostrzana rodziną Gyrostemonaceae wchodzi w skład  rzędu kapustowców (Brassicales).
Wykaz gatunków
- Ochradenus arabicus Chaudhary, Hillc. & A.G.Mill.
- Ochradenus baccatus Delile – ochradenus jagodowy
- Ochradenus ochradeni (Boiss.) Abdallak